# 브레이크스루 상
브레이크스루 상 (Breakthrough Prizes)은 브레이크스루 상 이사회 (Breakthrough Prize Board)가 세 가지 범주에서 과학적 진보를 인정하여 수여하는 일련의 국제적인 상이다. 이상은 브레이크스루 이니셔티브 및 브레이크스루 주니어 챌린지와 함께 유리 밀너와 그의 아내 줄리아 밀너가 설립하고 자금을 지원하는 여러 "브레이크스루" 이니셔티브의 일부이다.
- 수학 브레이크스루 상
- 기초물리학 브레이크스루 상
- 생명과학 브레이크스루 상

브레이크스루 상은 세르게이 브린, 프리스칠라 찬, 마크 저커버그, 유리 밀너, 줄리아 밀너, 앤 보이치키에 의해 설립되었다. 상금은 세르게이 브린, 프리스칠라 찬, 마크 저커버그, 마화텅, 마윈, 유리 밀너, 줄리아 밀너, 앤 보이치키가 설립한 개인 재단에서 후원한다. 이전의 수상자로 구성되는 위원회에서 온라인으로 대중에게 공개되는 과정에서 지명된 후보자 중에서 수상자를 선정한다.
수상자에게는 각각 미화 300만 달러의 상금이 수여된다. 그들은 그들의 업적을 축하하고 차세대 과학자들에게 영감을 주기 위해 고안된 TV 시상식에 참석한다. 행사 일정의 일환으로 그들은 강의 및 토론 프로그램에도 참여한다. 계속해서 새로운 발견을 하는 사람들은 장래 브레이크스루 상을 받을 자격이 있다.

## 트로피
브레이크스루 상의 트로피는 아티스트 올라퍼 엘리아슨이 제작했다. 엘리아슨의 많은 작품과 마찬가지로 이 조각품은 예술과 과학 사이의 공통점을 탐구한다. 이 트로피는 블랙홀과 은하계에서 조개껍질과 DNA 코일에 이르기까지 자연 형태를 떠올리게 하는 원환체 (토로이드)의 형상을 가지고 있다.

## 시상식
| 횟수 | 시상식                        | 날짜             | 연도          | 호스트          | 방송                                                            | 장소                                                       |
| 1회  | 2013 기초물리학상 시상식      | 2013년 3월 20일  | 2012년        | 모건 프리먼     | 없음                                                            | 스위스 제네바                                              |
| 2회  | 2014년 브레이크스루 상 시상식 | 2013년 12월 12일 | 2013년        | 케빈 스페이시   | 사이언스 채널                                                   | 미국 캘리포니아 마운틴뷰 행거 원                           |
| 3회  | 2015년 브레이크스루 상 시상식 | 2014년 11월 9일  | 2014년        | 세스 맥팔레인   | 디스커버리 채널 및 사이언스 채널 (미국), BBC 월드 뉴스 (전세계) | 미국 캘리포니아 마운틴뷰 행거 원                           |
| 4회  | 2016년 브레이크스루 상 시상식 | 2015년 11월 8일  | 2015년        | 세스 맥팔레인   | 내셔널 지오그래픽, 폭스 방송                                    | 미국 캘리포니아 마운틴뷰 행거 원                           |
| 5회  | 2017년 브레이크스루 상 시상식 | 2016년 12월 4일  | 2016년        | 모건 프리먼     | 내셔널 지오그래픽, 폭스 방송                                    | 미국 캘리포니아 마운틴뷰 행거 원                           |
| 6회  | 2018년 브레이크스루 상 시상식 | 2017년 11월 3일  | 2017년        | 모건 프리먼     | 내셔널 지오그래픽                                               | 미국 캘리포니아 마운틴뷰 행거 원                           |
| 7회  | 2019년 브레이크스루 상 시상식 | 2018년 11월 4일  | 2018년        | 피어스 브로스넌 | 내셔널 지오그래픽                                               | 미국 캘리포니아 마운틴뷰 행거 원                           |
| 8회  | 2020년 브레이크스루 상 시상식 | 2019년 11월 3일  | 2019년        | 제임스 코든     | 내셔널 지오그래픽                                               | 미국 캘리포니아 마운틴뷰 행거 원                           |
| 9회  | 2023년 브레이크스루 상 시상식 | 2023년 4월 15일  | 2020년~2022년 | 제임스 코든     | 유튜브                                                          | 미국 캘리포니아 로스앤젤레스 할리우드 아카데미 영화 박물관 |
| 10회 | 2024년 브레이크스루 상 시상식 | 2024년 4월 13일  | 2023년        | 제임스 코든     | 유튜브                                                          | 미국 캘리포니아 로스앤젤레스 할리우드 아카데미 영화 박물관 |

## 같이 보기
- 브레이크스루 이니셔티브
- 브레이크스루 스타샷
- 기초물리학 브레이크스루 상
- 생명과학 브레이크스루 상
- 수학 브레이크스루 상